# Transcendente functie
Een transcendente functie is een functie die niet algebraïsch is, dat wil zeggen dat de functie niet voldoet aan een veeltermvergelijking waarvan de coëfficiënten zelf veeltermen zijn. Voorbeelden van transcendente functies zijn de exponentiële functie, logaritmische functies en goniometrische functies.
Waar een transcendent getal dus nooit het nulpunt is van een polynoom met constante coëfficiënten, verdwijnt een transcendente functie dus nooit in een polynoom met coëfficiënten, die zelf ook weer polynomen zijn. Een transcendente functie kan dus niet worden uitgedrukt in termen van een eindige rij van de bewerkingen van optellen, aftrekken, vermenigvuldigen en delen.

## Voorbeelden
{\displaystyle {\begin{aligned}f_{1}(x)&=x^{\pi }\\[2pt]f_{2}(x)&=c^{x}\\[2pt]f_{3}(x)&=x^{x}\\f_{4}(x)&=x^{\frac {1}{x}}={\sqrt[{x}]{x}}\\[2pt]f_{5}(x)&=\log _{c}x\\[2pt]f_{6}(x)&=\sin {x}\end{aligned}}}